# Sugiura Asami
Asami Sugiura (杉浦 亜紗美 Sugiura Asami), còn được biết đến với tên khác Asami (亜紗美), là diễn viên khiêu dâm, thần tượng phim người lớn của Nhật Bản.